# Clubiona trivialis
Espèce
Synonymes
- Clubiona seideli Fickert, 1874
- Clubiona obtusa Emerton, 1915

Clubiona trivialis est une espèce d'araignées aranéomorphes de la famille des Clubionidae.

## Distribution

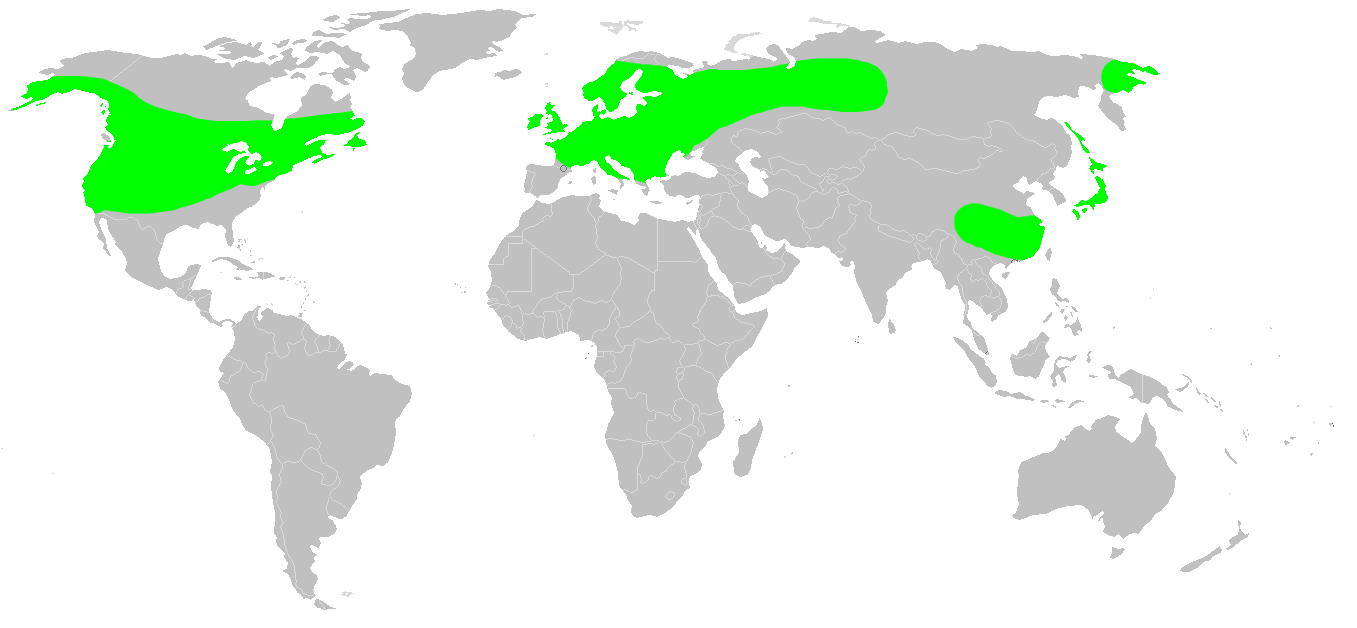
Distribution

Cette espèce se rencontre en zone holarctique.

## Habitat
On la trouve toute l'année dans les endroits découverts et sur la végétation basse.

## Description
Les mâles mesurent de 4 à 6 mm et les femelles de 4 à 6 mm.

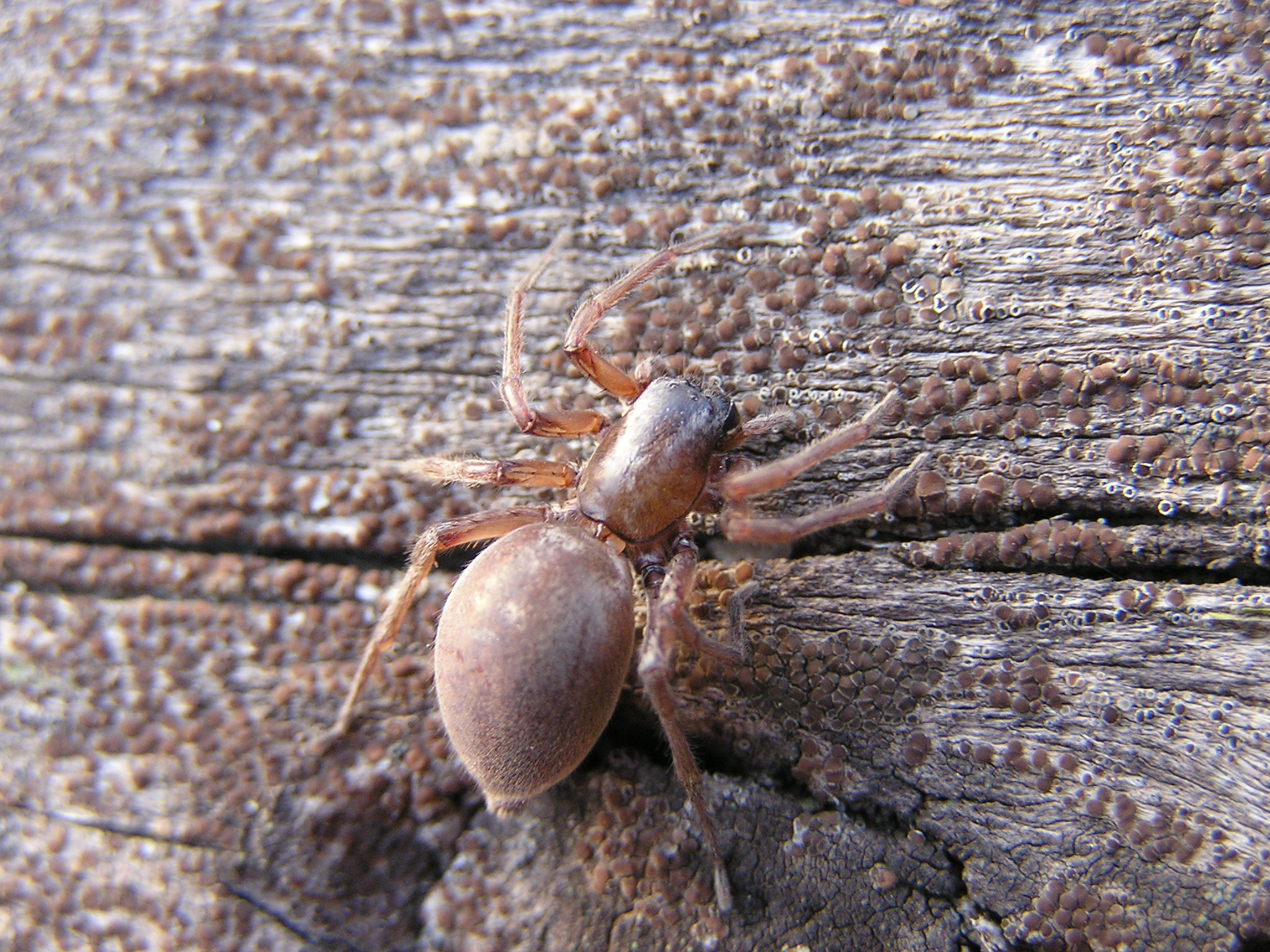
Clubiona trivialis

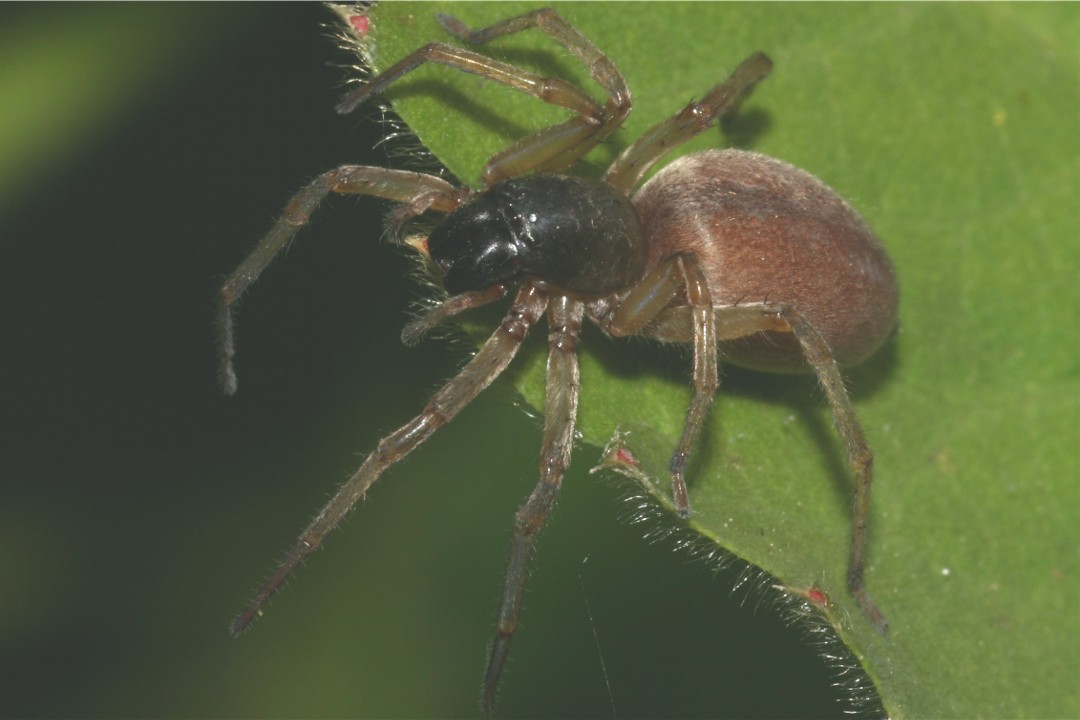
Clubiona trivialis

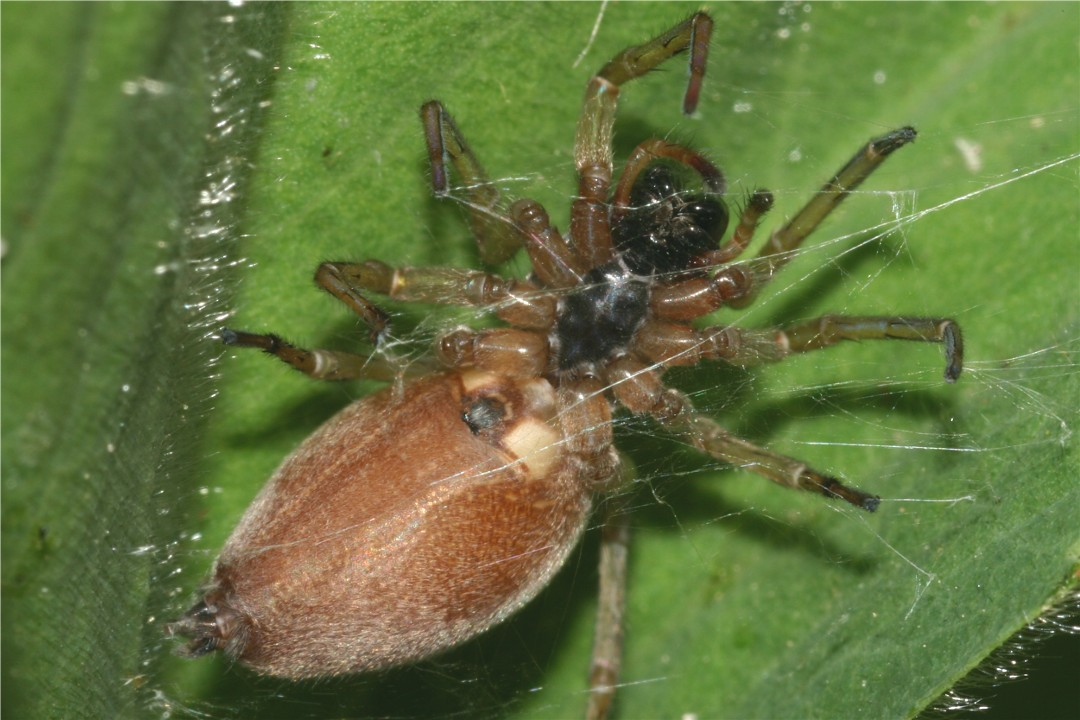
Clubiona trivialis

Cette petite araignée est brun rougeâtre.

## Publication originale
- C. L. Koch, 1843 : Die Arachniden. Getreu nach der Natur abgebildet und beschrieben. C. H. Zeh'schen Buchhandlung, Nürnberg, vol. 10, p. 37-142 (texte intégral).